# End Game (Lied)

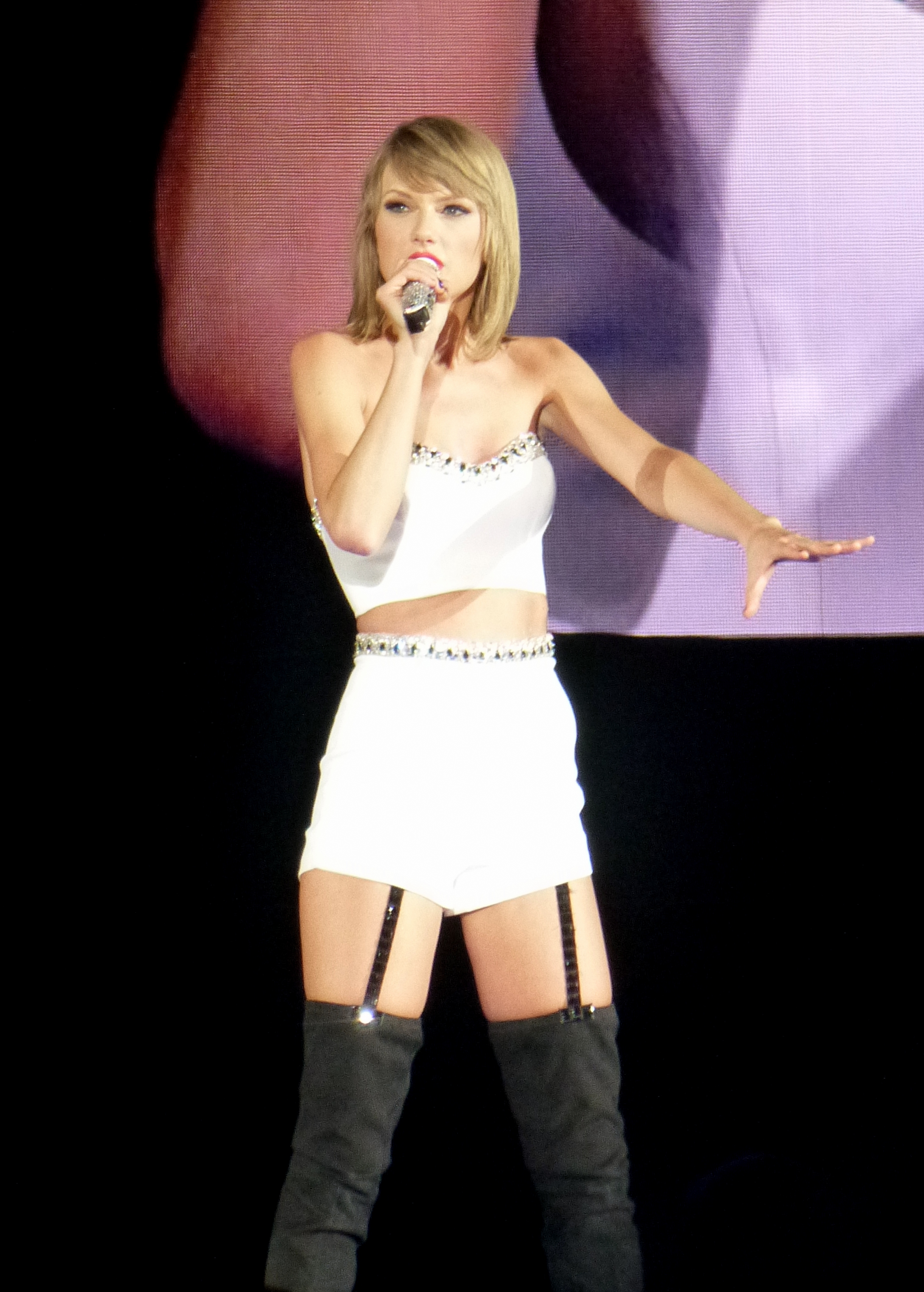
Taylor Swift (2015)

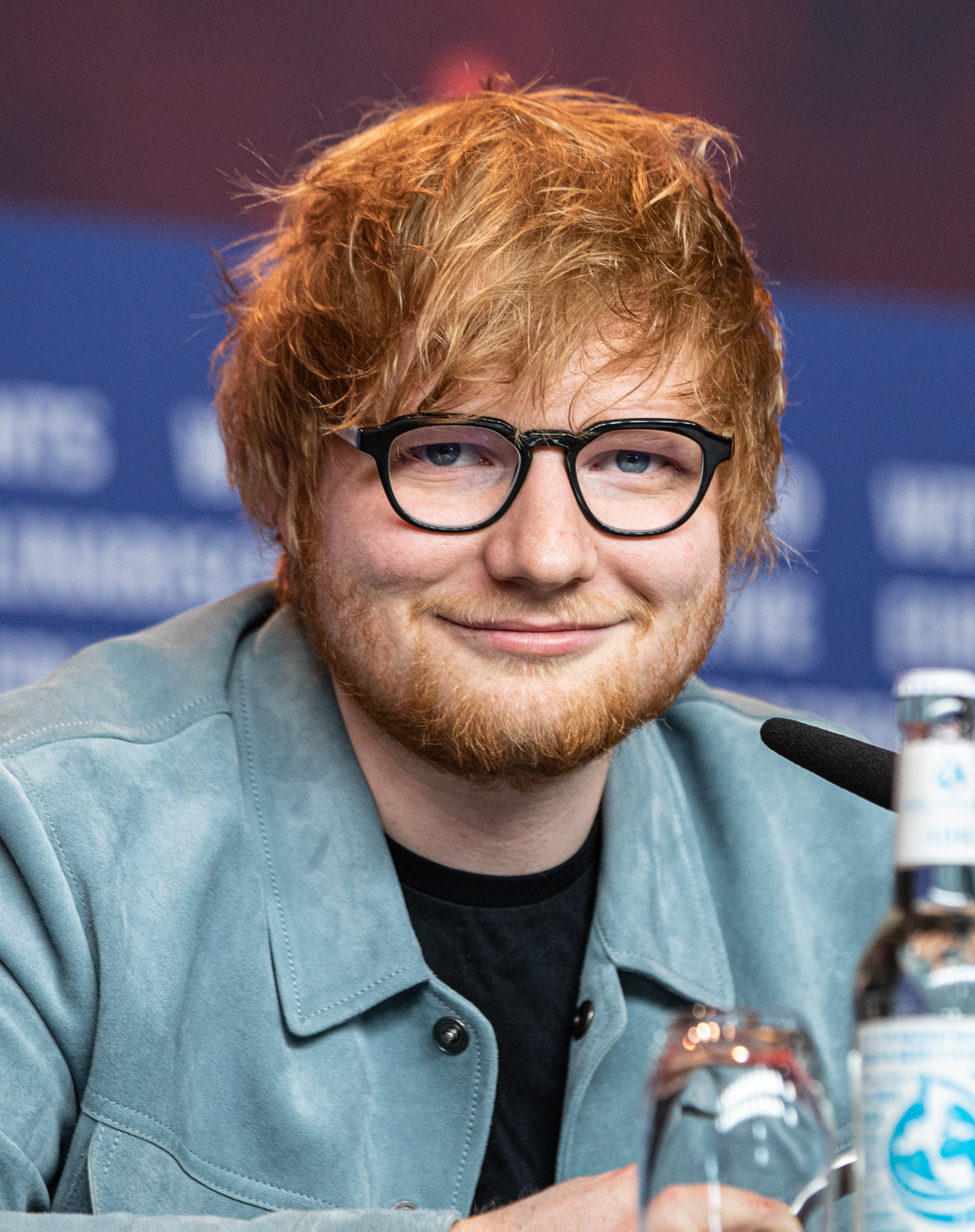
Ed Sheeran (2018)

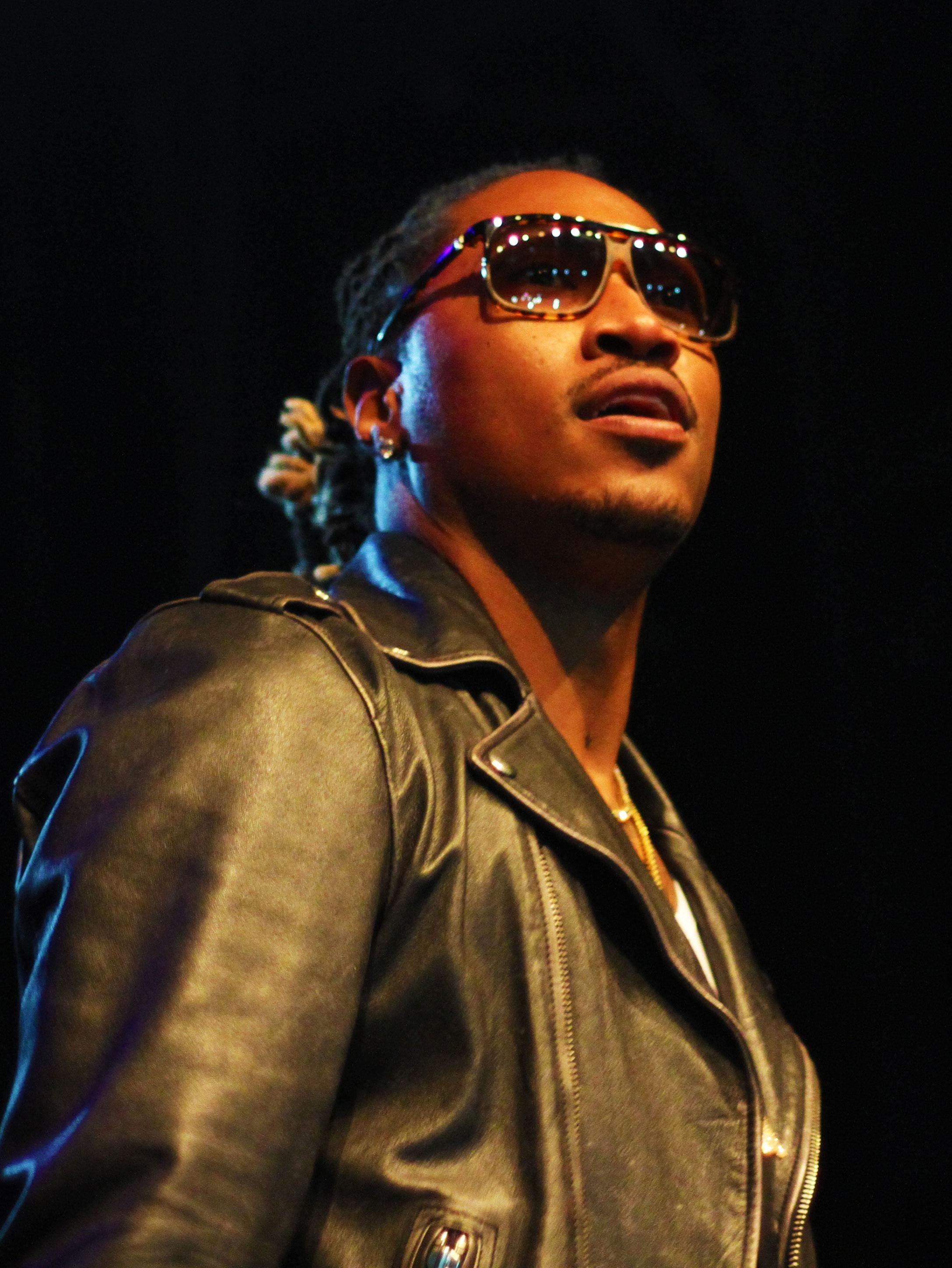
Future (2014)

End Game (englisch für „Endspiel“) ist ein Song der US-amerikanischen Popsängerin Taylor Swift. Der Song erschien am 10. November 2017 auf Swifts achten Studioalbum Reputation und vier Tage später als dritte Single aus diesem ausgekoppelt. Ed Sheeran und Future haben Gastauftritte auf dem Song. Geschrieben wurde der Song von Swift, Sheeran und Future mit den Produzenten Max Martin und Shellback. Der Song erhielt Schallplattenauszeichnungen für fast 1,5 Millionen verkaufte Exemplare und wurde ein Top-40-Hit in Australien, Griechenland, Kanada und den USA.

## Entstehung
Für End Game arbeitete Taylor Swift mit dem britischen Sänger Ed Sheeran und dem US-amerikanischen Rapper Future zusammen. Ed Sheeran hatte bereits 2012 in dem Song Everything Has Changed mit Swift zusammen gesungen. Die Aufnahmen fanden in den MXM Studios von Los Angeles und Stockholm, in den Seismic Activities Studios in Portland und in den Tree Sound Studios in Atlanta statt. Die Abmischung des Songs erfolgte in den Mixstar Studios in Virginia Beach und das Mastering in den Studios von Sterling Sound in New York. Die Urheberrechte an dem Song halten Taylor Swift Music (verwertet durch BMI; verwaltet durch Kobalt Music Publishing), Max Martin und Shellback MXM Music (verwertet durch ASCAP, verwaltet durch Kobalt Music Publishing), Ed Sheeran Ltd. (verwertet durch PRS; verwaltet durch Sony Music Publishing) und für Future Nayvadius Maximus Music sowie Irving Music (verwertet durch BMI). Die Verlagsrechte besitzt Sony Music Publishing.
Mitwirkende
- Songwriting – Taylor Swift, Max Martin, Shellback, Ed Sheeran, Nayvadius Wilburn
- Produktion – Max Martin, Shellback (für MXM Productions)
- Additional Vocal Production – Ilya (für Wolf Cousins)
- Abmischung – Serban Ghenea, John Hanes
- Gesang – Taylor Swift, Ed Sheeran
- Rap – Future
- Keyboard, Synthesizer Programmierung – Max Martin, Shellback
- Drums, Bass – Shellback
- Engineering – Sam Holland, Michael Ilbert, Seth Ferkins
- Assistant Engineer – Cory Bice, Jeremy Lertol, Sean Flora, Peter Karlsson, Mike Synphony, Daniel Watson
- Mastering – Randy Merrill[4]

## Inhalt
Der Text von End Game behandelt weibliches Selbstbewusstsein über den eigenen Wert in einer Beziehung und Taylor Swifts öffentlichen Ruf sowie die Wahrnehmung ihrer Beziehungen in den Medien.
Der Song beginnt mit dem Chorus, in dem Swift singt, dass sie das „Endspiel“ ihres Liebhabers sein möchte. Gemeint ist damit, dass er sich nach besten Kräften bemühen soll, sie als Partnerin zu behalten. Außerdem möchte sie für ihren Liebhaber die erste Wahl (first string) sein und zur besten Klasse (a-team; das ist eine Anspielung an die Debütsingle The A Team von Ed Sheeran) gehören. Im Post-Chorus singt Swift, davon, dass sie und Future einen weitbekannten Ruf haben und eine Beziehung zwischen den beiden zu einem großen Thema in den Medien werden würde sowie, dass beide auch auf „die Bösen“ stehen (sowohl Swift als auch Future erwähnten das in früheren Songs). Dann folgt die Strophe von Future. Er bezeichnet Swift als „dope“ (Slang für „cool“ und gleichzeitig eine Anspielung Drogenkonsum wie in zahlreichen anderen Songs von Future). Dann folgt das erste Mal der Pre-Chorus. In diesem singt Swift, dass sie ihren Liebhaber nicht berühren und somit auch keine oberflächliche nur auf sexuellem Verlangen basierende Beziehung führen möchte, denn sie möchte keine zukünftige Ex-Liebe sein, die ihn vermissen muss. Sie möchte ich nicht verletzen, sondern nur mit ihm am Strand ein alkoholisches Getränk trinken. Im Chorus gibt Swift dann an, was sie stattdessen von ihrem Liebhaber haben will (oben bereits erwähnt). Dann folgt die Strophe von Ed Sheeran und das erste Mal Pre-Chorus, der Post-Chorus und der Post-Chorus hintereinander. Daraufhin singt auch Swift ihre eigene Strophe und der Song endet mit dem insgesamt vierten Chorus.

„I wanna be your end game

I wanna be your first string

I wanna be your a-team

I wanna be your end game, end game“

## Veröffentlichung und Promotion

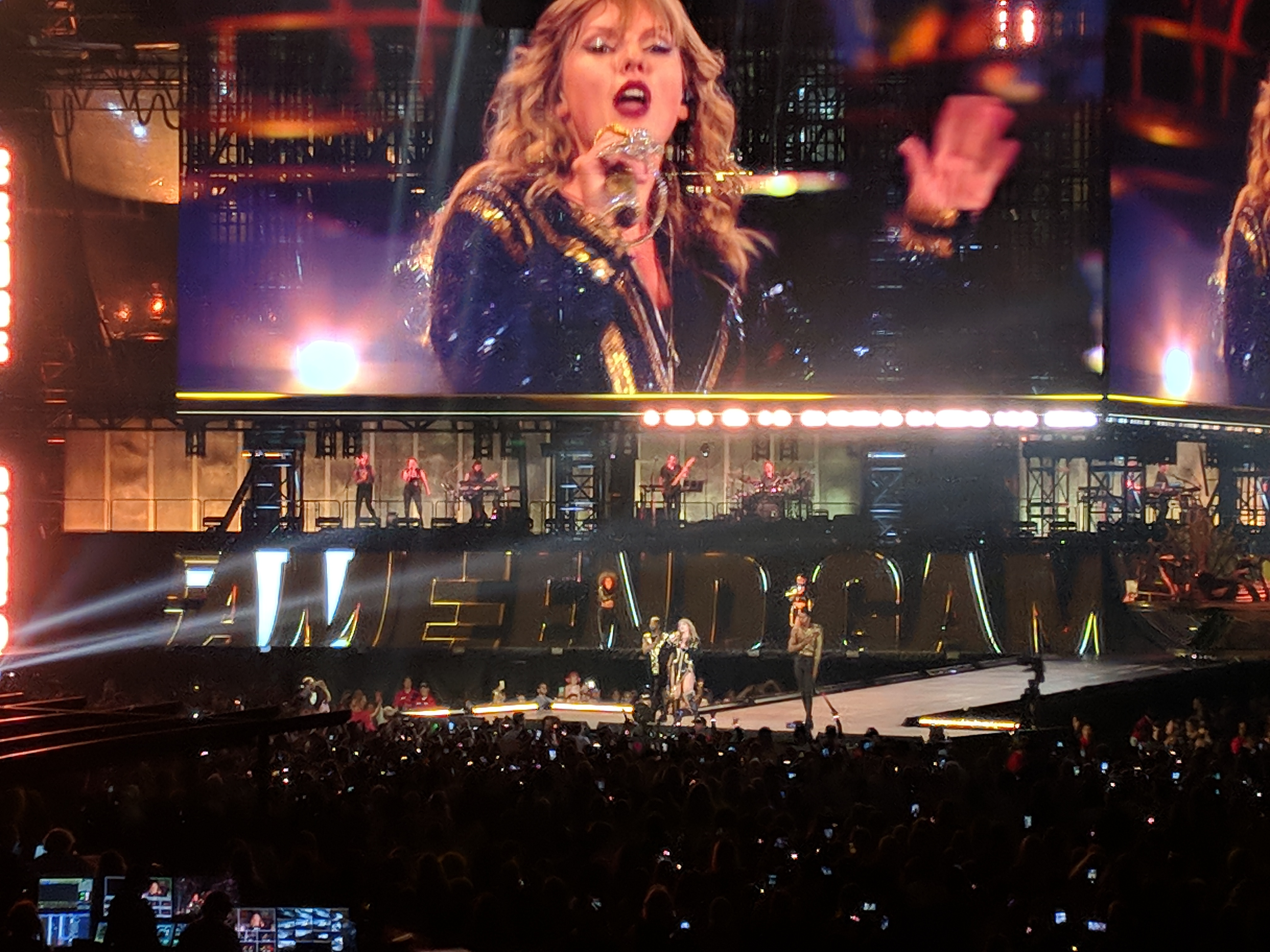
Taylor Swift singt End Game während der Reputation Stadium Tour

Der Song wurde am 10. November 2017 als zweiter Track auf Swifts sechstem Studioalbum Reputation veröffentlicht und am 14. November 2017 als dritte Single aus diesem ausgekoppelt.
Swift sang End Game während der 53 Shows der Reputation Stadium Tour live, dabei ließ sie die Parts von Ed Sheeran und Future weg. Außerdem sang Swift den Song während des Capital Jingle Bell Ball am 2. Dezember 2017 gemeinsam mit Ed Sheeran.

## Musikvideo
Am 12. Januar 2018 wurde ein Musikvideo für End Game veröffentlicht. Stand 2022 hat das Video 255 Millionen Aufrufe auf YouTube und damit die wenigsten der vier Musikvideos des Albums. Als Regisseur fungierte Joseph Kahn. Das Video beginnt damit, wie Taylor Swift die Vorhänge ihres Apartments öffnet und eine nächtliche Skyline erblickt. Anschließend tanzt sie  sie auf einer teuren Yacht in Miami, fährt mit Future in einem Lamborghini durch die Straßen der Stadt und geht barfuß am Strand, während im Hintergrund ein Feuerwerk gezündet wird. der zweite Teil des Videos spielt in Tokio. Dort spaziert Swift durch die mit Neonreklame beleuchtete Innenstadt, feiert mit Ed Sheeran in einem Club und fährt mit einem Motorrad durch die Stadt. Der letzte Teil des Musikvideos spielt in London, wo Swift erneut feiert und mit einem Doppeldeckerbus fährt. Wie in den beiden vorherigen Musikvideos finden sich auch in End Game versteckte Symbolik. So hat der Lamborghini das Kennzeichen „13“ – die Lieblingszahl der Sängerin – und in einer Londoner Kneipe spielt Swift das Videospiel Snake, was eine Anspielung daran ist, dass Taylor Swift nach öffentlich ausgetragenen Streitigkeiten mit Kim Kardashian und Kanye West in den Sozialen Medien als „Schlange“ beleidigt worden war.

## Rezeption

### Preise
End Game war bei den Teen Choice Awards 2018 in der Kategorie Choice Collaboration nominiert. Bei den BMI Music Awards 2019 wurde Taylor Swift für die Komposition von Look What You Made Me Do, …Ready for It?, End Game und Delicate in der Kategorie Songwriter of the Year und Sony Music unter anderem für den Release von End Game in der Kategorie Publisher of the Year. Außerdem gewann die Komposition von End Game einen 2019 BMI London Award in der Kategorie Songs (allerdings wurde nur Ed Sheeran ausgezeichnet, da dort nur britische Künstler geehrt werden).

### Rezensionen
Troy Cleveland von Cleveland.com bezeichnete End Game als „ziemlich mitreißend“ und als besten R&B-Song in Taylor Swifts Karriere. Der Rolling Stone listete End Game auf Platz 171 der besten Taylor Swift Songs (206 insgesamt; Platz 14 der Songs von Reputation) und wählte die Zeile „I bury hatchets, but I keep maps of where I put ‘em“ zur besten Textstelle.

## Kommerzieller Erfolg

### Chartplatzierungen
In den USA End Game erreichte Platz 18 in den Billboard Hot 100 sowie Platz 10 in den Download-Charts und Platz 30 der Streaming-Charts. In Großbritannien erreichte der Song Platz 49. Im deutschsprachigen Raum gelang End Game keine Chartplatzierung. Weitere Top-40-Platzierungen erreichte End Game in Australien (Platz 36), Griechenland (Platz 35) und Kanada (Platz 11; inoffizielle Charts von Billboard).
| ChartsChartplatzierungen       | Höchstplatzierung | Wochen |
| ------------------------------ | ----------------- | ------ |
| Vereinigte Staaten (Billboard) | 18 (14 Wo.)       | 14     |
| Vereinigtes Königreich (OCC)   | 49 (7 Wo.)        | 7      |

### Auszeichnungen für Musikverkäufe
| Land/Region                  | Auszeichnungen für Musikverkäufe (Land/Region, Auszeichnung, Verkäufe) | Verkäufe  |
| ---------------------------- | ---------------------------------------------------------------------- | --------- |
| Australien (ARIA)            | 3× Platin                                                              | 210.000   |
| Brasilien (PMB)              | Platin                                                                 | 40.000    |
| Kanada (MC)                  | Platin                                                                 | 80.000    |
| Neuseeland (RMNZ)            | Platin                                                                 | 30.000    |
| Norwegen (IFPI)              | 2× Platin                                                              | 120.000   |
| Vereinigte Staaten (RIAA)    | Platin                                                                 | 1.000.000 |
| Vereinigtes Königreich (BPI) | Gold                                                                   | 400.000   |
| Insgesamt                    | 1× Gold · 9× Platin ·                                                  | 1.880.000 |

Hauptartikel: Taylor Swift/Auszeichnungen für Musikverkäufe/Lieder